# Човек са рикшом
Човек са рикшом (јап. 無法松の一生; „Живот лудог Мацуа”) је јапански драмски филм из 1958. године, режисера Хирошија Инагакија, који представља римејк његовог сопственог филма из 1943. године. Главне улоге у филму тумаче Тоширо Мифуне и Хидеко Такамине, а радња је смештена крајем 19. и почетком 20. века и прати Мацугора, возача рикше који постаје сурогат отац сину жене која је недавно изгубила мужа.
Човек са рикшом је на Филмском фестивалу у Венецији освојио награду Златни лав.

## Радња
Сиромашни возач рикше почиње да помаже младој жени и њеном сину након што је женин муж изненада умро.

## Улоге
| Глумац               | Улога                  |
| -------------------- | ---------------------- |
| Тоширо Мифуне        | Мацугоро               |
| Хидеко Такамине      | Јошико Јошиока         |
| Хироши Акутагава     | капетан Котаро Јошиока |
| Чишу Рју             | Шигезо Јуки            |
| Чоко Иида            | Отора                  |
| Харуо Танака         | Кумакичи               |
| Кенџи Касахара       | Тошио Јошиока          |
| Думп Мацумото (млад) | Тошио Јошиока          |